# Bonne de Bourgogne
Bonne de Bourgogne, née en 1379[réf. nécessaire] et morte le 10 septembre 1399[réf. nécessaire] à l'âge de 20 ans, est la fille du duc de Bourgogne Philippe le Hardi et de Marguerite III de Dampierre, comtesse de Flandre, de Bourgogne, de Nevers et de Rethel.